# Sympis parkeri
Sympis parkeri är en fjärilsart som beskrevs av Lucas 1894. Sympis parkeri ingår i släktet Sympis och familjen nattflyn. Inga underarter finns listade i Catalogue of Life.